# Taça de Portugal 2008/09
Die Taça de Portugal 2008/09 war die 69. Austragung des portugiesischen Pokalwettbewerbs. Er wurde vom portugiesischen Fußballverband ausgetragen. Pokalsieger wurde Vorjahresfinalist FC Porto, der sich im Finale gegen Vitória Setúbal durchsetzte.
Das Halbfinale wurden in Hin- und Rückspiel ausgetragen. Alle anderen Begegnungen wurden in einem Spiel entschieden. Bei unentschiedenem Ausgang wurde das Spiel um zweimal 15 Minuten verlängert, und wenn nötig im anschließenden Elfmeterschießen entschieden.

## Teilnehmende Teams
| Primeira Liga (16) | Primeira Liga (16) | Liga Vitalis (16) | Liga Vitalis (16) |
| --- | --- | --- | --- |
| - Académica de Coimbra - Belenenses Lissabon - Benfica Lissabon - Sporting Braga - CF Estrela Amadora - Nacional Funchal - Marítimo Funchal - Leixões SC | - Naval 1º de Maio - FC Paços de Ferreira - FC Porto - Rio Ave FC - Sporting Lissabon - CD Trofense - Vitória Guimarães - Vitória Setúbal | - SC Beira-Mar - Boavista Porto - SC Covilhã - Desportivo Aves - GD Estoril Praia - CD Feirense - SC Freamunde - Gil Vicente FC | - Gondomar SC - SC Olhanense - UD Oliveirense - Portimonense SC - CD Santa Clara - União Leiria - Varzim SC - FC Vizela |
| Segunda Divisão (46) | | | |
| - SC Mineiro Aljustrelense - Amarante FC - FC Arouca - Atlético CP - GD Baira-Mar - CF Caniçal - AD Carregado - GD Chaves - Eléctrico Ponte de Sor - SC Esmoriz - SC Espinho - CD Fátima * | - FC Infesta - GD Lagoa - Aliados FC Lordelo - AD Lousada - Lusitânia Lourosa - CD Mafra - SC Maria da Fonte - SC Mirandela - GDR Monsanto - Moreirense FC - SL Nelas - Odivelas FC | - CD Olivais e Moscavide - Oliveira do Bairro SC - CD Operário * - Clube Oriental de Lisboa - FC Pampilhosa - FC Penafiel - SC Penalva Castelo - CD Pinhalnovense - AD Pontassolense - SC Praiense - Real SC Queluz | - CD Ribeira Brava - GD Ribeirão - AD Sanjoanense - UD Santana - FC Tirsense - União Madeira * - União Desportiva da Serra - SC União Torreense * - GD Tourizense - CA Valdevez - SC Vianense |
| Terceira Divisão (95) | | | |
| - Académico de Viseu FC * - RD Águeda - Abrantes FC * - FC Alpendorada - FC Amares * - Anadia FC - SC Angrense - ACR Atalaia do Campo - AA Avanca - FC Barreirense - GD Fabril do Barreiro - CF Benfica * - Benfica e Castelo Branco - GD Bragança - Caldas SC * - AD Camacha - Juventude Campinense - Capelense SC - AC Cacém - CSD Câmara de Lobos - SL Cartaxo - Casa Pia AC - FC Castrense - CD Cinfães * | - SC Coimbrões * - FC Crato - SU 1º Dezembro - O Elvas CAD - AD Fafe - CF Fão - SC Farense - Fiães SC - AD Fornos de Algodres * - UD Gândara - GD Igreja Nova - GD Joane - Juventude Évora - Leça FC - AD Limianos - FC Lixa - Louletano DC * - CD Lousanense - SC Lusitânia * - Lusitano GC Évora - CA Macedo de Cavaleiros - AD Machico - FC Madalena * - FC Mãe d’Água | - FC Maia - FC Marinhas * - AC Marinhense - Marítimo SC - Merelinense FC - GD Milheiroense - GR Vigor Mocidade - Mondinense FC * - CF Oliveira do Douro - AD Oliveirense - Padroense FC - USC Paredes - AD Penamacorense - GD Peniche - CD Rabo Peixe - GD Pescadores - Vitória do Pico - CD Cova da Piedade - Sporting Pombal - CD Portosantense * - GD Prado - CDR Quarteirense - Rebordosa AC - Atlético Reguengos | - UD Rio Maior - Boavista São Mateus - SC São João de Ver - Sertanense FC - AD Sátão - GD Serzedelo - Silves FC - GD Sourense - Sport União Sintrense - UD Tocha - CD Tondela - GD Torre Moncorvo - CD Torres Novas - Estrela Unhais da Serra - União Lamas - União Messinense - União Micaelense - AD Valecambrense - Vieira SC - AC Vila Meã * - SC Vila Real - SC Vilanovense - Vilaverdense FC |

## 1. Runde
Teilnehmer waren 46 Vereine aus der drittklassigen Segunda Divisão und 95 Vereine aus der Terceira Divisão. Davon erhielten insgesamt 19 Vereine ein Freilos. Reservemannschaften von Profiklubs waren nicht teilnahmeberechtigt. Die Spiele fanden vom 30. August bis 7. September 2008 statt.
|                          | Ergebnis              |                           |
| ------------------------ | --------------------- | ------------------------- |
| AC Cacém                 | 1:0                   | GD Tourizense             |
| FC Barreirense           | 1:3                   | CD Operário               |
| SC Esmoriz               | 3:2                   | Anadia FC                 |
| FC Lixa                  | 2:1                   | AD Oliveirense            |
| Benfica e Castelo Branco | 0:2                   | O Elvas CAD               |
| SC Angrense              | 1:0                   | CDR Quarteirense          |
| Odivelas FC              | 5:0                   | FC Alpendorada            |
| GD Milheiroense          | 2:0                   | Estrela Unhais da Serra   |
| Juventude Évora          | 0:1                   | Sport União Sintrense     |
| AD Sátão                 | 1:1 n. V. (4:5 i. E.) | Rebordosa AC              |
| SC Espinho               | 1:2                   | Lusitânia Lourosa         |
| Vieira SC                | 1:0                   | CF Oliveira do Douro      |
| Merelinense FC           | 1:0                   | SC Vianense               |
| UD Gândara               | 3:1                   | CSD Câmara de Lobos       |
| Lusitano GC Évora        | 1:1 n. V. (3:5 i. E.) | Fiães SC                  |
| Sertanense FC            | 1:0                   | UD Tocha                  |
| Amarante FC              | 1:2                   | GD Ribeirão               |
| RD Águeda                | 0:1 n. V.             | CD Ribeira Brava          |
| CD Lousanense            | 1:4                   | Atlético Reguengos        |
| GDR Monsanto             | 2:2 n. V. (2:3 i. E.) | CD Olivais e Moscavide    |
| Sporting Pombal          | 0:3                   | GD Joane                  |
| AD Penamacorense         | 2:1                   | GD Igreja Nova            |
| União Lamas              | 1:0                   | SC Mineiro Aljustrelense  |
| GD Prado                 | 2:3                   | SC Maria da Fonte         |
| Marítimo SC              | 1:2                   | AD Sanjoanense            |
| ACR Atalaia do Campo     | 1:2 n. V.             | UD Santana                |
| GD Sourense              | 2:0                   | AA Avanca                 |
| Capelense SC             | 0:2                   | Aliados FC Lordelo        |
| CD Tondela               | 1:1 n. V. (2:3 i. E.) | SL Cartaxo                |
| AD Valecambrense         | 1:2                   | Juventude Campinense      |
| Clube Oriental de Lisboa | 1:0                   | Silves FC                 |
| UD Rio Maior             | 0:1                   | USC Paredes               |
| AD Camacha               | 1:0                   | Moreirense FC             |
| União Messinense         | 2:1                   | SC Praiense               |
| CF Caniçal               | 3:0                   | GD Baira-Mar              |
| GD Peniche               | 2:2 n. V. (3:1 i. E.) | AD Fafe                   |
| SC Vilanovense           | 1:2                   | GD Serzedelo              |
| GD Pescadores            | 0:1                   | FC Mãe d’Água             |
| CA Valdevez              | 2:0                   | União Desportiva da Serra |
| Real SC Queluz           | 2:0                   | CA Macedo de Cavaleiros   |
| GD Fabril do Barreiro    | 1:1 n. V. (3:1 i. E.) | FC Pampilhosa             |
| AD Pontassolense         | 3:3 n. V. (2:4 i. E.) | Oliveira do Bairro SC     |
| GD Bragança              | 2:0                   | SU 1º Dezembro            |
| FC Castrense             | 2:3                   | AD Carregado              |
| Padroense FC             | 3:0                   | Vilaverdense FC           |
| CD Torres Novas          | 0:1                   | AD Lousada                |
| CF Fão                   | 1:3                   | CD Mafra                  |
| FC Crato                 | 2:1                   | Eléctrico Ponte de Sor    |
| FC Penafiel              | 3:0                   | Casa Pia AC               |
| SC São João de Ver       | 0:2 n. V.             | Atlético CP               |
| SC Mirandela             | 1:4                   | CD Pinhalnovense          |
| FC Infesta               | 3:3 n. V. (3:2 i. E.) | AD Machico                |
| Leça FC                  | 1:3                   | GD Chaves                 |
| SC Farense               | 0:2                   | GD Torre Moncorvo         |
| GR Vigor Mocidade        | 3:3 n. V. (7:8 i. E.) | AD Limianos               |
| AC Marinhense            | 2:3                   | CD Rabo Peixe             |
| FC Tirsense              | 2:1                   | SC Penalva Castelo        |
| SC Vila Real             | 2:0                   | União Micaelense          |
| Boavista São Mateus      | 1:1 n. V. (4:2 i. E.) | SL Nelas                  |
| Vitória do Pico          | 2:2 n. V. (4:5 i. E.) | FC Arouca                 |
| CD Cova da Piedade       | 0w. o. 1              | FC Maia                   |

## 2. Runde
Zu den 80 qualifizierten Teams aus der 1. Runde kamen die 16 Vereine aus der zweitklassigen Liga Vitalis. Die Spiele fanden vom 13. September bis 26. November 2008 statt.
|                          | Ergebnis              |                        |
| ------------------------ | --------------------- | ---------------------- |
| Abrantes FC              | 0:3                   | USC Paredes            |
| Sport União Sintrense    | 0:1                   | FC Arouca              |
| União Lamas              | 4:1                   | CD Rabo Peixe          |
| FC Madalena              | 2:3 n. V.             | SC Maria da Fonte      |
| Vieira SC                | 0:1                   | AD Camacha             |
| SC Coimbrões             | 1:1 n. V. (2:4 i. E.) | CD Fátima              |
| Merelinense FC           | 0:1 n. V.             | SC Freamunde           |
| AD Lousada               | 2:0                   | FC Infesta             |
| GD Torre Moncorvo        | 3:1                   | GD Serzedelo           |
| UD Santana               | 7:0                   | SL Cartaxo             |
| Gil Vicente FC           | 1:0                   | Louletano DC           |
| AD Penamacorense         | 0:3                   | Desportivo Aves        |
| AD Carregado             | 1:3                   | União Leiria           |
| AD Fornos de Algodres    | 1:2                   | CD Operário            |
| CD Portosantense         | 0:1 n. V.             | GD Fabril do Barreiro  |
| CD Pinhalnovense         | 2:0                   | Atlético CP            |
| FC Tirsense              | 0:1                   | CD Olivais e Moscavide |
| SC Lusitânia             | 0:3                   | SC Angrense            |
| AD Limianos              | 1:3                   | SC Beira-Mar           |
| CF Benfica               | 0:1                   | Rebordosa AC           |
| SC Covilhã               | 3:0                   | GD Milheiroense        |
| SC União Torreense       | 3:0                   | Oliveira do Bairro SC  |
| FC Crato                 | 2:3                   | Portimonense SC        |
| Varzim SC                | 7:0                   | FC Lixa                |
| GD Lagoa                 | 0:2                   | GD Chaves              |
| Boavista Porto           | 2:0                   | O Elvas CAD            |
| FC Amares                | 3:1 n. V.             | Mondinense FC          |
| CA Valdevez              | 2:1 n. V.             | UD Oliveirense         |
| Juventude Campinense     | 1:3                   | União Madeira          |
| Clube Oriental de Lisboa | 0:1                   | CD Feirense            |
| Boavista São Mateus      | 2:1                   | Lusitânia Lourosa      |
| AD Sanjoanense           | 1:0                   | CD Cova da Piedade     |
| CD Ribeira Brava         | 1:1 n. V. (3:5 i. E.) | CD Cinfães             |
| CD Mafra                 | 2:2 n. V. (4:5 i. E.) | Sertanense FC          |
| FC Mãe d’Água            | 2:3                   | UD Gândara             |
| GD Estoril Praia         | 1:0                   | GD Bragança            |
| SC Esmoriz               | 2:0                   | AC Cacém               |
| União Messinense         | 0:4                   | SC Olhanense           |
| Padroense FC             | 0:3 n. V.             | Gondomar SC            |
| Atlético Reguengos       | 3:0                   | Caldas SC              |
| Académico de Viseu FC    | 1:2 n. V.             | FC Vizela              |
| FC Penafiel              | 1:0                   | SC Vila Real           |
| GD Ribeirão              | 1:1 n. V. (3:2 i. E.) | GD Joane               |
| Aliados FC Lordelo       | 1:0                   | Real SC Queluz         |
| FC Marinhas              | 2:3 n. V.             | Odivelas FC            |
| CF Caniçal               | 5:0                   | AC Vila Meã            |
| GD Peniche               | 5:0                   | GD Sourense            |
| CD Santa Clara           | 1:0                   | Fiães SC               |

## 3. Runde
Zu den 48 qualifizierten Teams aus der 2. Runde kamen die 16 Vereine der Primera Liga hinzu. Die Spiele fanden zwischen dem 18. Oktober und 3. Dezember 2008 statt.
|                       | Ergebnis              |                        |
| --------------------- | --------------------- | ---------------------- |
| Sertanense FC         | 0:4                   | FC Porto               |
| CF Estrela Amadora    | 2:0                   | CD Operário            |
| Boavista São Mateus   | 0:1                   | Naval 1º de Maio       |
| Nacional Funchal      | 4:0                   | SC Angrense            |
| Aliados FC Lordelo    | 0:1                   | CD Trofense            |
| União Leiria          | 0:1                   | Sporting Lissabon      |
| SC Esmoriz            | 4:3 n. V.             | SC Maria da Fonte      |
| SC Olhanense          | 1:1 n. V. (1:4 i. E.) | CA Valdevez            |
| GD Fabril do Barreiro | 2:1                   | CD Olivais e Moscavide |
| FC Vizela             | 3:0                   | GD Estoril Praia       |
| SC Covilhã            | 1:2 n. V.             | Varzim SC              |
| Leixões SC            | 4:1 n. V.             | CF Caniçal             |
| Boavista Porto        | 1:0                   | AD Lousada             |
| UD Santana            | 1:0                   | Odivelas FC            |
| Portimonense SC       | 2:1                   | CD Pinhalnovense       |
| União Madeira         | 2:1                   | AD Camacha             |
| FC Amares             | 0:3                   | Belenenses Lissabon    |
| Desportivo Aves       | 6:1                   | UD Gândara             |
| AD Sanjoanense        | 1:1 n. V. (4:5 i. E.) | Gondomar SC            |
| SC União Torreense    | 0:2                   | Académica de Coimbra   |
| SC Beira-Mar          | 3:0                   | Atlético Reguengos     |
| USC Paredes           | 1:2                   | CD Cinfães             |
| FC Arouca             | 0:0 n. V. (3:1 i. E.) | Marítimo Funchal       |
| CD Fátima             | 1:1 n. V. (4:2 i. E.) | CD Feirense            |
| Vitória Setúbal       | 1:0                   | GD Ribeirão            |
| FC Paços de Ferreira  | 3:0                   | Rebordosa AC           |
| GD Chaves             | 0:1                   | Sporting Braga         |
| Vitória Guimarães     | 4:2                   | União Lamas            |
| Gil Vicente FC        | 3:2 n. V.             | Rio Ave FC             |
| Benfica Lissabon      | 0:0 n. V. (5:3 i. E.) | FC Penafiel            |
| GD Peniche            | 1:3                   | GD Torre Moncorvo      |
| CD Santa Clara        | 1:0                   | SC Freamunde           |

## 4. Runde
Die Spiele fanden zwischen dem 8. November und 10. Dezember 2008 statt.
|                        | Ergebnis              |                      |
| ---------------------- | --------------------- | -------------------- |
| Boavista Porto         | 0:2                   | Vitória Guimarães    |
| Sporting Lissabon      | 1:1 n. V. (4:5 i. E.) | FC Porto             |
| CD Olivais e Moscavide | 2:0                   | SC Beira-Mar         |
| CA Valdevez            | 1:0                   | Gil Vicente FC       |
| FC Vizela              | 3:1                   | SC Esmoriz           |
| FC Arouca              | 0:0 n. V. (1:3 i. E.) | FC Paços de Ferreira |
| Leixões SC             | 3:0 n. V.             | UD Santana           |
| CD Cinfães             | 1:0                   | CD Fátima            |
| Gondomar SC            | 0:2                   | CD Trofense          |
| Académica de Coimbra   | 0:1                   | CF Estrela Amadora   |
| Portimonense SC        | 3:0                   | Varzim SC            |
| Naval 1º de Maio       | 3:2 n. V.             | Belenenses Lissabon  |
| Nacional Funchal       | 1:0                   | Sporting Braga       |
| Benfica Lissabon       | 3:0                   | Desportivo Aves      |
| GD Torre Moncorvo      | 0:4                   | Vitória Setúbal      |
| CD Santa Clara         | 2:0                   | União Madeira        |

## Achtelfinale
Die Spiele fanden am 13. und 14. Dezember 2008 statt.
|                      | Ergebnis              |                        |
| -------------------- | --------------------- | ---------------------- |
| CD Cinfães           | 1:4                   | FC Porto               |
| Naval 1º de Maio     | 3:0                   | Portimonense SC        |
| CF Estrela Amadora   | 1:0 n. V.             | CD Olivais e Moscavide |
| Leixões SC           | 0:0 n. V. (5:4 i. E.) | Benfica Lissabon       |
| CA Valdevez          | 3:1                   | CD Santa Clara         |
| CD Trofense          | 2:4                   | Nacional Funchal       |
| FC Paços de Ferreira | 4:1                   | FC Vizela              |
| Vitória Setúbal      | 0:1                   | Vitória Guimarães      |

## Viertelfinale
Die Spiele fanden zwischen dem 28. Januar und 17. Februar 2009 statt.
|                      | Ergebnis              |                    |
| -------------------- | --------------------- | ------------------ |
| FC Porto             | 1:0                   | Leixões SC         |
| FC Paços de Ferreira | 5:3                   | Naval 1º de Maio   |
| CA Valdevez          | 1:1 n. V. (1:3 i. E.) | Nacional Funchal   |
| Vitória Guimarães    | 0:1                   | CF Estrela Amadora |

## Halbfinale
Die Hinspiele fanden am 3. und 22. März 2009 statt, die Rückspiele am 22. April 2009.
|                      | Gesamt |                    | Hinspiel | Rückspiel |
| -------------------- | ------ | ------------------ | -------- | --------- |
| FC Paços de Ferreira | 5:4    | Nacional Funchal   | 2:2      | 3:2       |
| FC Porto             | 3:2    | CF Estrela Amadora | 2:0      | 1:2       |

## Finale
| Paarung              | FC Porto – FC Paços de Ferreira |
| Ergebnis             | 1:0 (1:0) |
| Datum                | 31. Mai 2009 um 17:00 Uhr |
| Stadion              | Estádio Nacional, Oeiras |
| Zuschauer            | 37.552 |
| Schiedsrichter       | Paulo Costa |
| Tore                 | 1:0 Lisandro López (6.) |
| FC Porto             | Nuno Espírito – Jorge Fucile, Rolando, Bruno Alves , Aly Cissokho – Fernando, Raul Meireles, Mariano González (68. Tomás Costa), Hulk (89. Ernesto Farías) – Cristian Rodríguez, Lisandro López Cheftrainer: Jesualdo Ferreira |
| FC Paços de Ferreira | Cássio – Ricardo, Danielson, Kelly Berville, Jorginho – Pedrinha (80. Chico Silva), Dédé (72. Antonielton Ferriera), Filipe Anunciação, Rui Miguel – Livio Prieto (64. William), Cristiano Oliveira Cheftrainer: Paulo Sérgio  |
| Gelbe Karten         | Cristian Rodríguez – Jorginho, Kelly Berville, Filipe Anunciação |